# (1876) Napolitania
(1876) Napolitania (1970 BA) ist ein Asteroid des Hauptgürtels, der am 31. Januar 1970 von Charles Thomas Kowal im Palomar-Observatorium entdeckt wurde.